# Veľký Krtíš
Veľký Krtíš (Hongaars: Nagykürtös) is een Slowaakse gemeente in de regio Banská Bystrica, en maakt deel uit van het district Veľký Krtíš.
Veľký Krtíš telt 13.932 inwoners en ligt in het zuiden van het land, ongeveer 15 kilometer van de Hongaarse grens en ongeveer 75 kilometer ten zuiden van Banská Bystrica.
De bevolking van de stad is deels Hongaars; in 2021 was het aandeel 5,75%, in 1991 was dit nog 7,7%.

## Geschiedenis
De eerste verwijzingen naar de plaats stammen uit de tweede helft van de dertiende eeuw. De naam Krtíš dook echter al iets eerder op, namelijk als Curtus in 1245. Tot 1927 werd de plaats geschreven als Veľký Krtýš.
Lang was de plaats een onbeduidend dorpje, nog in 1930 had het maar ongeveer 750 inwoners. Pas in de jaren '60 ontwikkelde het zich tot stad met de komst van de mijn en de daar aan gekoppelde industrie.

## Geboren
- Marek Penksa (1973), Slowaaks voetballer
- Róbert Semeník (1973), Slowaaks voetballer

Balog nad Ipľom · Bátorová · Brusník · Bušince · Čebovce · Čeláre · Čelovce · Červeňany · Dačov Lom · Dolinka · Dolná Strehová · Dolné Plachtince · Dolné Strháre · Ďurkovce · Glabušovce · Horná Strehová · Horné Plachtince · Horné Strháre · Hrušov · Chrastince · Chrťany · Ipeľské Predmostie · Kamenné Kosihy · Kiarov · Kleňany · Koláre · Kosihovce · Kosihy nad Ipľom · Kováčovce · Lesenice · Ľuboriečka · Malá Čalomija · Malé Straciny · Malé Zlievce · Malý Krtíš · Modrý Kameň · Muľa · Nenince · Nová Ves · Obeckov · Olováry · Opatovská Nová Ves · Opava · Pôtor · Pravica · Príbelce · Sečianky · Seľany · Senné · Sklabiná · Slovenské Ďarmoty · Slovenské Kľačany · Stredné Plachtince · Sucháň · Suché Brezovo · Širákov · Šuľa · Trebušovce · Veľká Čalomija · Veľká Ves nad Ipľom · Veľké Straciny · Veľké Zlievce · Veľký Krtíš · Veľký Lom · Vieska · Vinica · Vrbovka · Záhorce · Závada · Zombor · Želovce